# Klever Landwehr

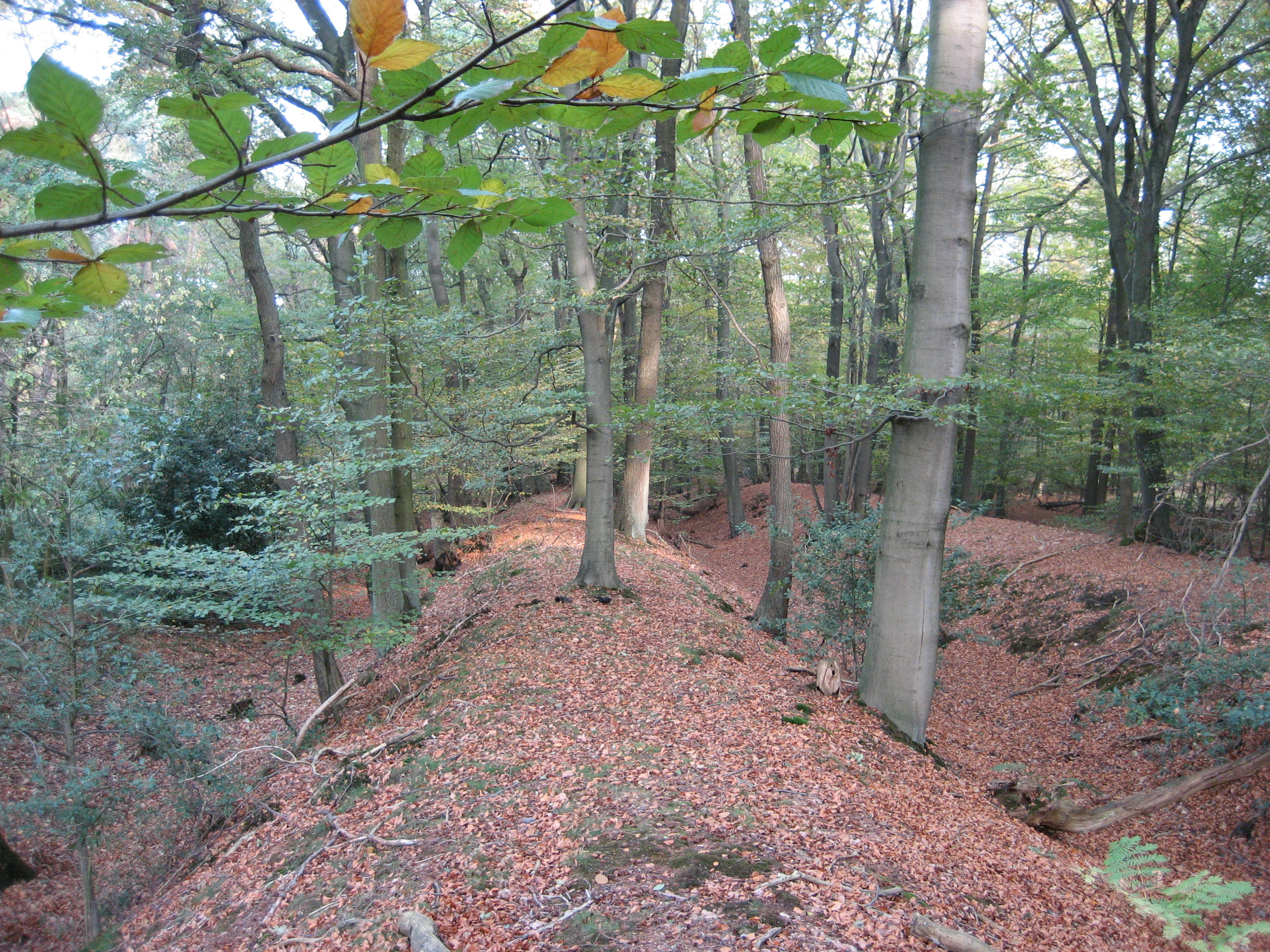
Klever Landwehr

Die Klever Landwehr, auch Klevsche Landwehr und Drevenacker Landwehr, ist eine etwa 40 km lange Landwehr im Kreis Wesel und Kreis Borken. Sie ist heute noch in einigen Teilen als Wallanlage erhalten, andere Teile werden als Entwässerungsgraben genutzt, manche Abschnitte sind oberflächlich verschwunden.
Die Befestigungslinie wird in der Katasterkarte von Kleve aus dem Jahr 1733, auf der Karte des Rheins von Wesel bis Duisburg von Karl Ludwig von Le Coq aus dem Jahre 1812 und auf der „Karte des Kreises Rees unter den Römern“ von Jacob Schneider aus dem Jahre 1868 noch vollständig dargestellt.
Die Landwehr befindet sich auf der rechten Seite des Niederrheins. Sie beginnt nach Schneider östlich von Hünxe, führt nach Norden und überquert bei Gahlen die Lippe. Von Schermbeck aus verläuft sie südwestlich nach Schermbeck-Damm, Wachtenbrink und Drevenack-Peddenberg. In nordwestliche Richtung führt sie an Wesel-Obrighoven vorbei und stößt dann an die Issel. Linksseitig der Issel führt sie von Blumenkamp und Hamminkeln aus in nordwestlicher Richtung weiter an Kesseldorf, Römerrast und Werth vorbei bis nach Isselburg und Anholt.
Bei Schermbeck-Damm handelt es sich um ein System „von zwei etwa neun Meter breiten und bis zu zwei Meter hohen Erdwällen, die von drei etwa vier Meter breiten Gräben, die heute noch circa 1,50 Meter tief sind, eingefasst werden.“ Die nördlichen Abschnitte sind als einfache gradlinige Landgräben im wasserreichen Gebiet erhalten und beinhalten eine schützenswerte Flora und Fauna.
Der Landwehr wird in der Regel als mittelalterliches Bauwerk interpretiert, zum Beispiel als die Grenzmarkierung des Herzogtums Kleve. Schneider vermutete einen Ursprung aus der Zeit der Römer in Germanien.